# وزیر مسکن، جوامع و دولت محلی
وزیر مسکن، جوامع و دولت محلی، همچنین به عنوان وزیر جوامع نامیده می‌شود، یک سمت کابینه است که در راس وزارت مسکن، جوامع و دولت محلی انگلستان قرار دارد، که قبلاً از سال ۲۰۰۶ به عنوان اداره جوامع و دولت محلی شناخته می‌شد
این بخش در سال ۲۰۰۶ توسط نخست وزیر وقت انگلیس ، تونی بلر ، به جای دفتر معاون نخست وزیر ایجاد شد. وزیر امور خارجه مسئولیت‌های وزیر امور خارجه را در قبال جوامع و دولت محلی بر عهده گرفت. این پست، تحت سمت معاون نخست وزیر، در سال ۲۰۰۵، از انتقال چندین وظیفه از نخست وزیر وقت، جان پرسکوت، ایجاد شد.